# 121725 Aphidas
121725 Aphidas este o planetă minoră (asteroid) din Centaur. A fost descoperită pe 13 decembrie 1999 la Fred Lawrence Whipple Observatory de Carl W. Hergenrother⁠(d). 
Obiectul prezintă o orbită caracterizată de o semiaxă mare de 17,919659573638 UAi, o excentricitate de 0,459, o înclinație de 6,769 ° în raport cu ecliptica.